# Nieuwe Hebridische frank
Dit overzicht is mogelijk incompleet; u kunt helpen door het uit te breiden.
De Nieuwe Hebridische frank was de munteenheid van het Anglo-Franse Condominium van de Pacifische eilandengroep van de Nieuwe Hebriden (wat in 1980 Vanuatu werd). Het circuleerde naast de Britse en later Australische munteenheid. De Nieuwe Hebridische frank was nominaal verdeeld in 100 Centiem, hoewel de kleinste coupure de 1 frank was. Tussen 1945 en 1969 maakte het deel uit van de CFP-frank.